# بورگوارد
بورگوارد (به آلمانی: BORGWARD) یک برند خودروسازی آلمانی است که در سال ۱۹۱۹ توسط مهندس و طراح معروف آلمانی یعنی کارل اف دبلیو بورگوارد (۱۰ نوامبر ۱۸۹۰ – ۲۸ ژوئیه ۱۹۶۳) در شهر برمن آلمان تأسیس شد. این کمپانی که با ۲۳ هزار پرسنل یکی از مهم‌ترین کارخانجات صنعتی آلمان به‌حساب می‌آمد تا سال ۱۹۶۱ به تولید خودرو ادامه داد.
در ۲۱ مه سال ۲۰۰۸ کریستین بورگوارد، نوهٔ کارل اف دبلیو بورگوارد بنیان‌گذار این کمپانی، به همراه شریک خود کارل هایز نوس، این کمپانی با اصالت آلمانی را دوباره احیا کردند. کریستین بورگوارد هدایت این شرکت را در دست گرفت و تمام تلاش خود را برای بازگرداندن این کمپانی به‌روزهای اوج موفقیت خود کرد. این کمپانی به همین منظور مدیر طراحی سابق مینی (برند آلمانی زیرمجموعهٔ ب ام و)، آندرس وارمینگ را نیز جذب خود کرد تا در حوزه طراحی، کاملاً به‌روز و مطابق با سلایق حال حاضر مشتریان در جهان باشد. علاوه بر این فیلیپ کوهن مدیر سابق بخش مهندسی کمپانی تولیدکننده خودروهای لوکس رولز-رویس موتور کارز و مدیر سابق بخش‌های متعدد کمپانی ب ام و نیز در بورگوارد به عنوان مدیر ارشد فناوری (Chief Technology Officer) این کمپانی آلمانی منصوب شد. این تلاش‌ها و سرمایه‌گذاری‌ها در سال ۲۰۱۵ با رونمایی خودرویی با نام BX7 در نمایشگاه بین‌المللی خودروی ژنو به ثمر نشست. به بیان کمپانی بورگوارد، این تازه شروع کار است و کمپانی آلمانی بورگوارد برای بازگشتن به اوج خود برنامه‌های بسیاری در پیش دارد و قرار است تا سال ۲۰۲۲ این کمپانی ۱۱ خودروی جدید به بازار عرضه کند.

## کارل بورگوارد

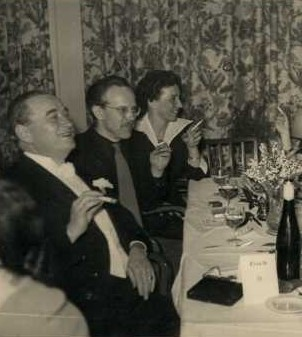
کارل اف دبلیو بورگوارد

کارل اف دبلیو بورگوارد در اواخر قرن ۱۹ در زمانی به دنیا آمد که صنعت اتومبیل آلمان هنوز در دوران طفولیت خود قرار داشت. زندگی او از بدو تولد به نوعی با اتومبیل مرتبط شده بود. بعضی‌ها او را پیش‌قدم اتومبیل آینده می‌دانستند و بعضی دیگر او را نابغه اتومبیل ساز قلمداد می‌کردند و به‌عنوان شخصیت موفق آن زمان می‌درخشید.
پدر کارل، بازرگان زغال بود ولی خانواده‌اش که شامل ۱۲ فرزند می‌شد مرفه نبودند. آنچه کارل را از دیگر فرزندان متمایز می‌ساخت علاقه و اشتیاق او به مطالعه مهندسی مکانیک بود. او حتی به علت کنجکاوی، همیشه اجزای اسباب‌بازی‌های خود را جدا و دوباره سرهم می‌کرد. جالب است که کارل بورگوارد با فنرها، جعبه‌دنده، جعبه‌های پلاستیکی و دیگر مصالح ازکارافتاده مدل‌های کوچک اتومبیل می‌ساخت. از آن زمان به بعد، اتومبیل‌سازی بزرگ‌ترین هدف او شد. استعداد او توجه دیگران را نیز به خود جلب کرد. او مکرر با صدای بلند می‌گفت: می‌خواهم یک خودرو بسازم. سال‌ها سپری شد و کارل ۱۸ ساله شد. او در مکتب مهندسی هامبورگ و انستیتو سلطنتی هانور درس می‌خواند و به‌طور سیستمی دانش‌های مهندسی مکانیکی را می‌اندوخت. مطالعه این سال‌ها بود که زیربنای محکمی برای خلق برند برجسته بورگوارد بنا نهاد.
کارل جوان یک مهندس با دیدگاه بازاریابی بود. از نیاز مشتریان آگاه بود و خوب می‌دانست چگونه به نیاز آن‌ها پاسخ دهد. با مشاهده، بررسی و تحلیل دریافت که برندهای بزرگ و مهم مثل مرسدس بنز و ب ام و، از بازار محدودی بهره می‌بردند و برای دست یافتن به دیگر بازارهای بالقوه بیرون از آلمان یا اروپا تلاش نمی‌کردند. آن‌ها به بزرگ‌ترین شهر بندری آلمان یعنی برمن توجه نمی‌کردند که در واقع از امتیازات بالقوه زیادی برخوردار بود. این بود که کارل گام مهمی برداشت و بر موضوع صادرات تأکید کرد و به سرعت خط تولید محصولات صادراتی را گسترش داد. خیلی زود این حرکت مهم و خلاقانه برایش موفقیت بزرگی در توسعه فروش به ارمغان آورد. در واقع این تصمیم آینده نگرانه بود که این شرکت کوچک را مشهور ساخت و به‌سرعت به بزرگ‌ترین صادرکننده اتومبیل آلمان تبدیل شد. تا سال ۱۹۳۹، نابغه اتومبیل ساز، کارل بورگوارد یک امپراتوری بزرگ اتومبیل که شمال آلمان را تحت کنترل خود داشت ساخته بود.
این موفقیت بزرگ می‌تواند ناشی از علاقه او به خودرو از دوران کودکی قلمداد شود. وقتی‌که بار دیگر از او انگیزه‌اش را پرسیدند، جواب او همچنان ساده و محکم بود: «می‌خواهم یک خودرو بسازم.»
کارل بورگوارد با شور و شوق به رؤیای کودکی‌اش اصرار کرد و برند بورگوارد را به سطح بالایی رساند. با پایداری، جسارت و توانایی سرانجام توجه و احترام سراسر جهان را به سمت خود معطوف کرد.

## هانزا ۱۵۰۰

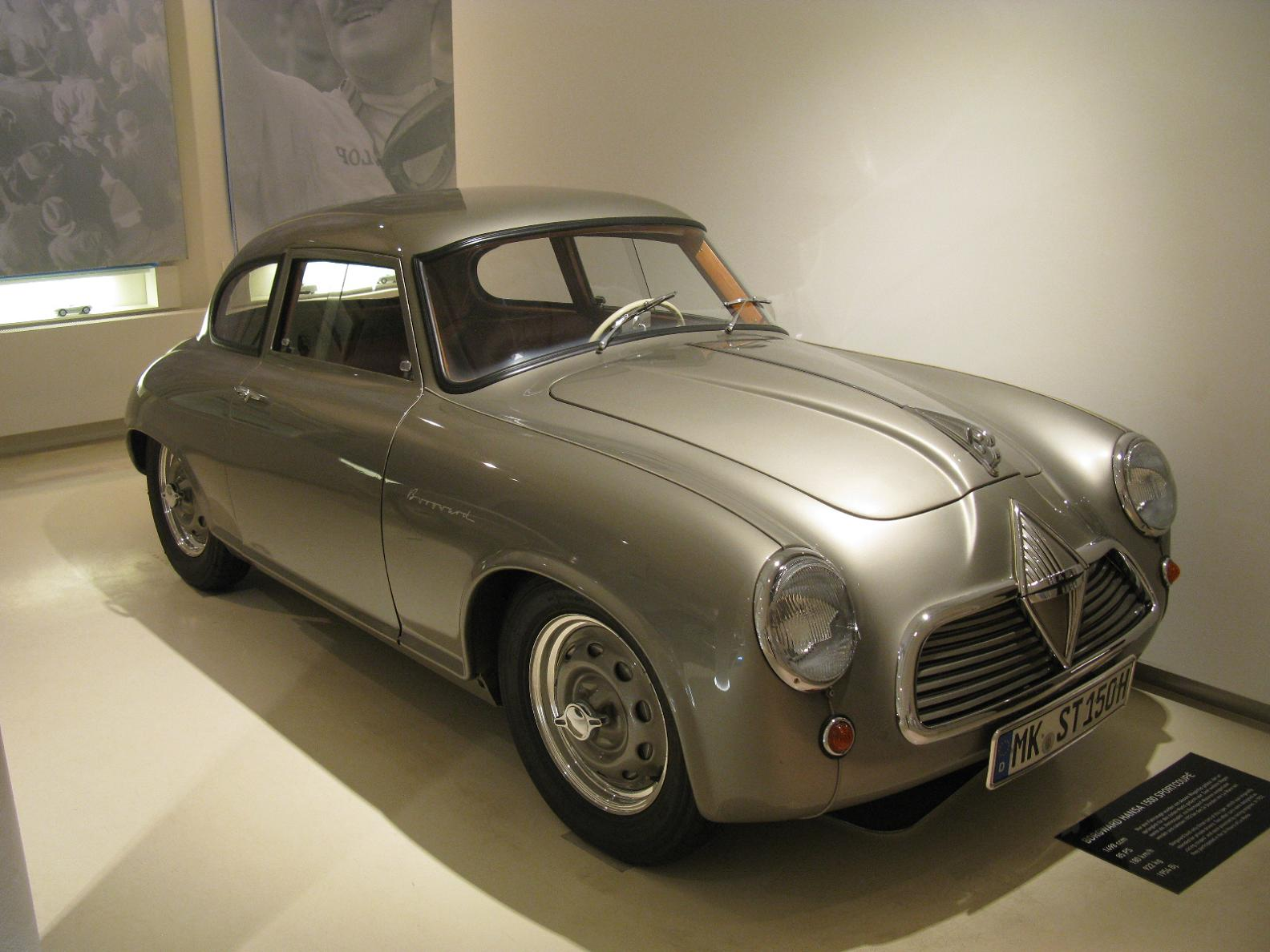
بورگوارد هانزا ۱۵۰۰

در سال ۱۹۴۹ بورگوارد هانزا ۱۵۰۰ را در نمایشگاه خودرو ژنو در معرض نمایش قرار دارد که اولین خودرو با طراحی قایق مانند در اروپا و همچنین اولین خودرو عرضه‌شده در آلمان بعد از جنگ جهانی دوم محسوب می‌شد. عرضه این خودرو باعث تنوع طراحی در آلمان گردید و تبدیل به سابقه تاریخی چند فرهنگی شد.

## ایزابلا

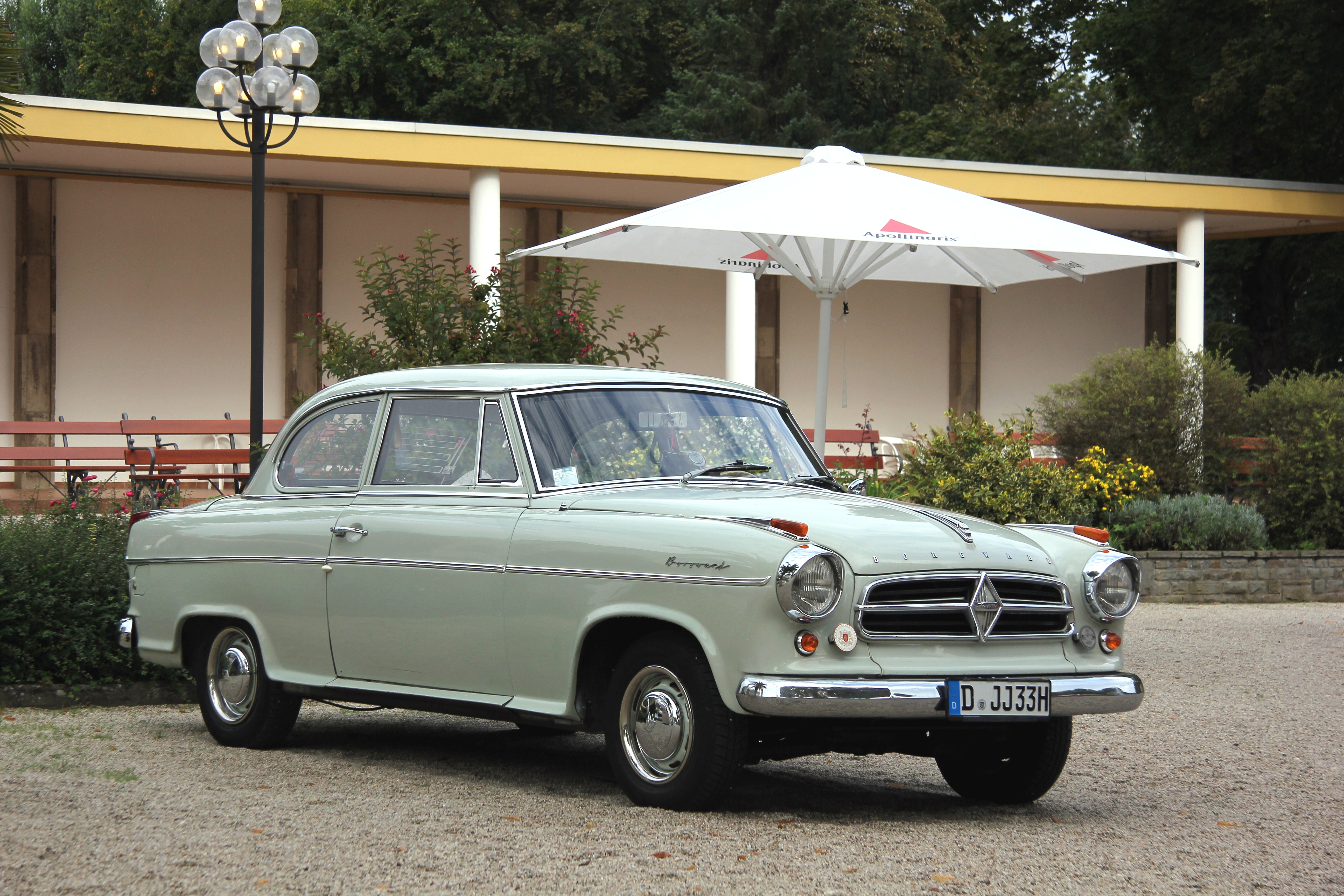
بورگوارد ایزابلا

به‌عنوان خودروی افسانه‌ای آلمان، در سال ۱۹۵۴ بورگوارد مشهورترین خودروی خود را با نام ایزابلا به بازار عرضه کرد. بورگوارد ایزابلا نه‌تنها در آلمان محبوب بود بلکه رضایت جهانیان را به خود جلب کرد و به عنوان یک خودروی اسپرت، استانداردهای جدیدی را در جهان تعریف کرد. به این ترتیب بورگوارد بیش از ۲۰۰ هزار دستگاه از ایزابلا را در کشورهای مختلف جهان فروخت.

## پی ۱۰۰

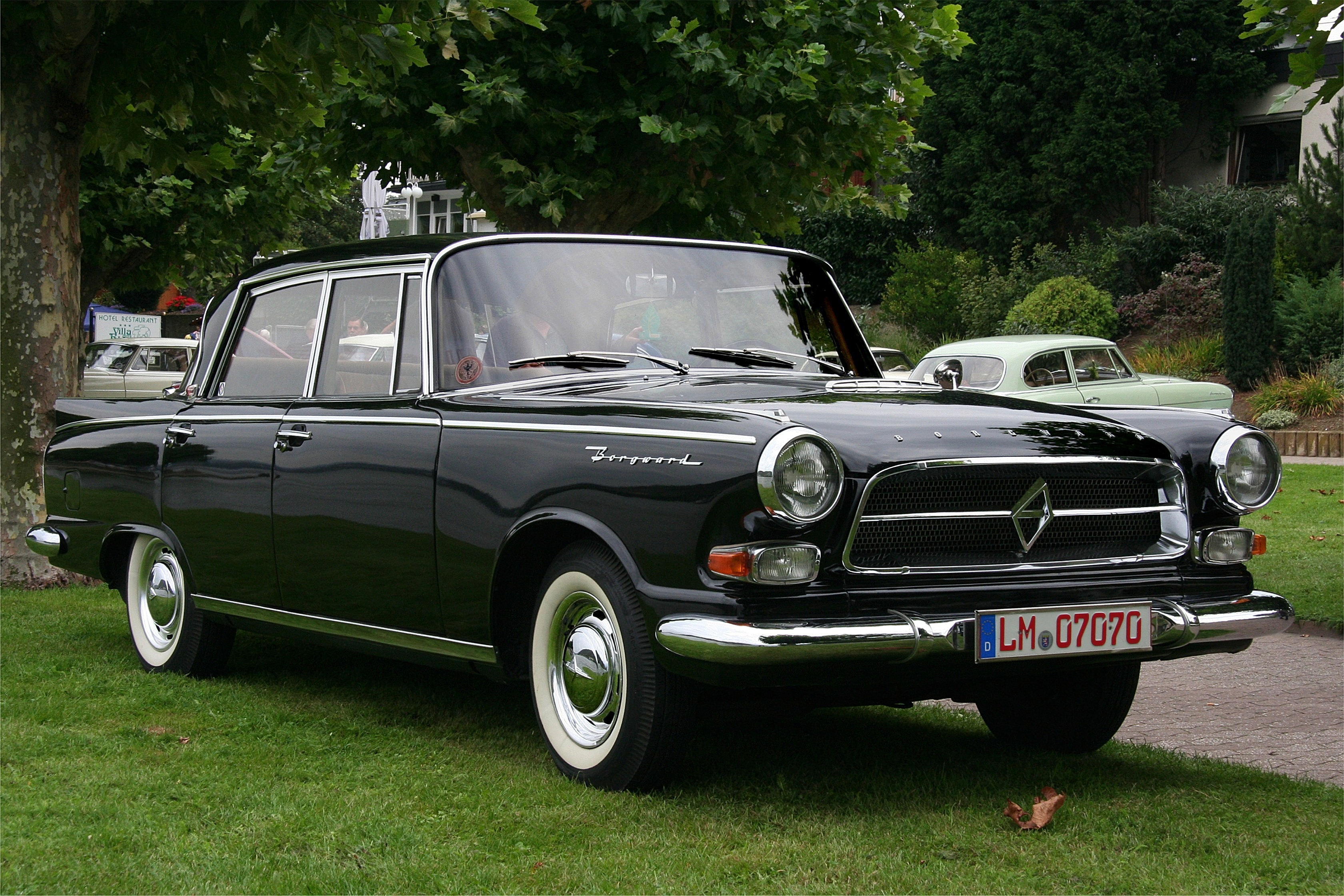
بورگوارد p100

در سال ۱۹۵۹ بورگوارد مدل پی ۱۰۰ را به بازار عرضه کرد که از موتور شش سیلندر و فضای داخلی بسیار بزرگ بهره‌مند بود.
بورگوارد پی۱۰۰ اولین خودروی اروپایی به‌حساب می‌آید که از قابلیت انقلابی تعلیق پنوماتیک (بادی) بهره می‌برد به صورتی که صرف‌نظر از بار و شرایط رانندگی، ارتفاع خودرو همیشه ثابت باقی می‌ماند. این خودرو بسیار مورد تحسین قرار گرفت و در صنعت خودروسازی آلمان به نماد خودروهای لوکس با سطح رفاهی بالا تبدیل شد.

## گولیات جی پی ۷۰۰

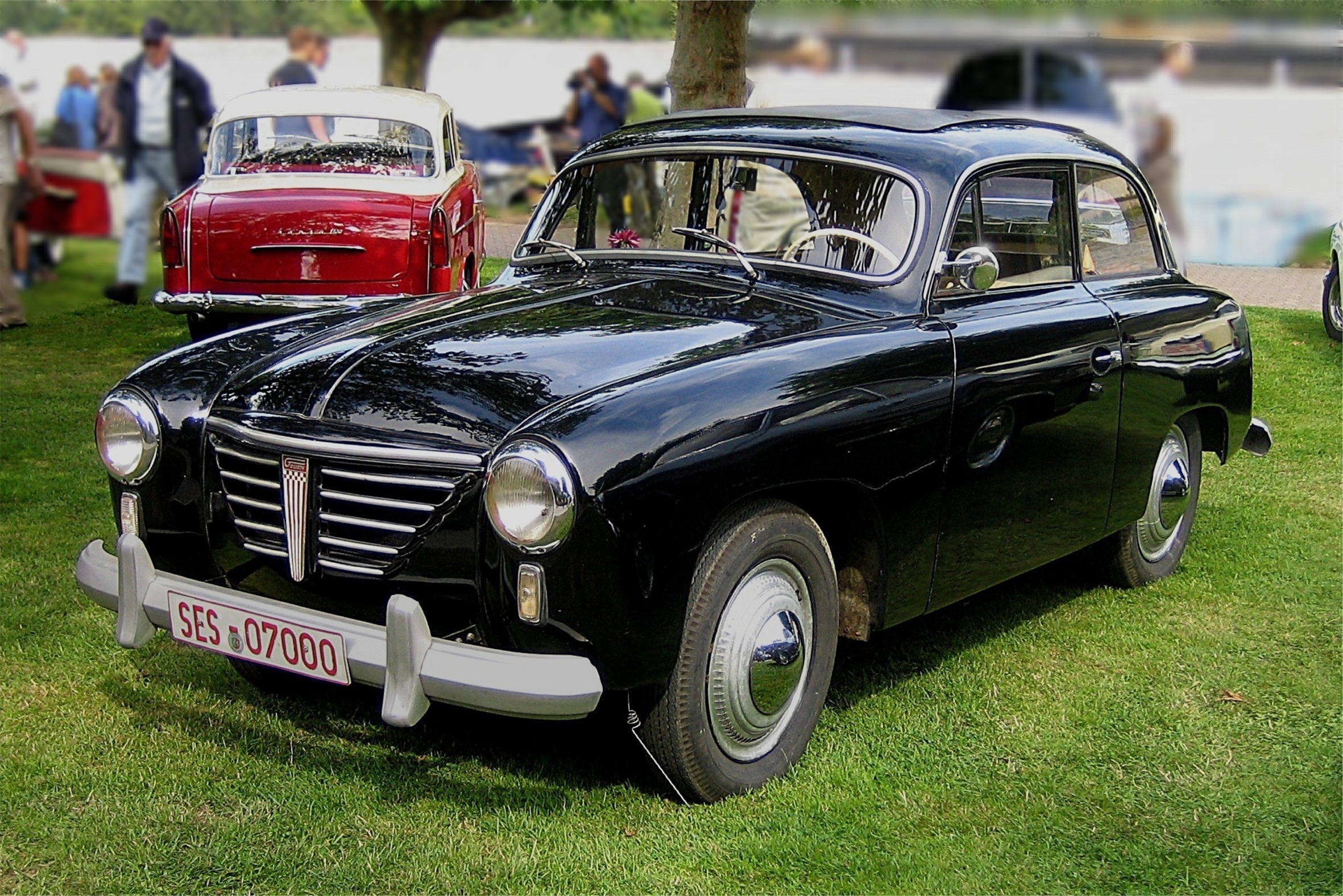
بورگوارد گولیات جی پی ۷۰۰

در سال ۱۹۵۰، خودروی بورگوارد گولیات جی پی ۷۰۰ برای اولین بار از فناوری تزریق مستقیم سوخت استفاده کرد. این سیستم مصرف سوخت و انتشار گازهای گلخانه‌ای را به‌طور قابل‌توجهی بهبود می‌بخشد. این خودرو در عصر جدید به عنوان بنیان‌گذار موتورهای قدرتمندتر و با کارایی بالا شناخته شد.

## دستاوردهای مهم

### پرفروش‌ترین
در سال ۱۹۶۱، یک‌میلیون اُ مین خودروی بورگوارد از خط تولید خارج شد و زودتر از مرسدس بنز و ب ام و به باشگاه تولیدکنندگان خودروی میلیونی وارد شد و به سلطان فروش برندهای اتومبیل‌های لوکس آلمان تبدیل شد.

### دوش‌به‌دوش مرسدس بنز
موفق‌ترین مدل بورگوارد، ایزابلا بود که پرفروش‌ترین خودرو در میان هم‌رده‌هایش به حساب می‌آمد و به زیباترین خودرو شهرت داشت. ایزابلا مستقیماً با مرسدس بنز ۱۸۰ رقابت می‌کرد و به دلیل کیفیت عالی، قیمت مناسب و ظاهر شیک در مقایسه با مرسدس بنز و ب ام و، رضایت بیشتر مشتریان را به خود جذب کرد.

### قهرمان صادرات
در زمان اوج درخشش بورگوارد، این برند آلمانی تمام جهان را فراگرفت. به‌عنوان بزرگ‌ترین صادرکننده اتومبیل آلمان، بورگوارد با صادرات به اروپا، آمریکای شمالی، آمریکای جنوبی، آفریقا و آسیا توانست ۶۳٫۵٪ از کل حجم صادرات اتومبیل این کشور را به خود اختصاص دهد.

### کامل‌ترین مدل‌ها
بورگوارد بیشترین خطوط تولید را در جهان احداث کرده بود که شامل خودروی متوسط، خودروی کوچک، خودروی صحرایی، کامیون سنگین، کامیون سبک، خودروی آتش‌نشانی، خودروی زره‌پوش، تانک و حتی هلیکوپتر بود و با در نظر گرفتن امکانات بیشتر در صنعت اتومبیل‌سازی اقدام به تولید فناوری و تجربیات در این زمینه کرده بود.

## مسابقات اتومبیلرانی

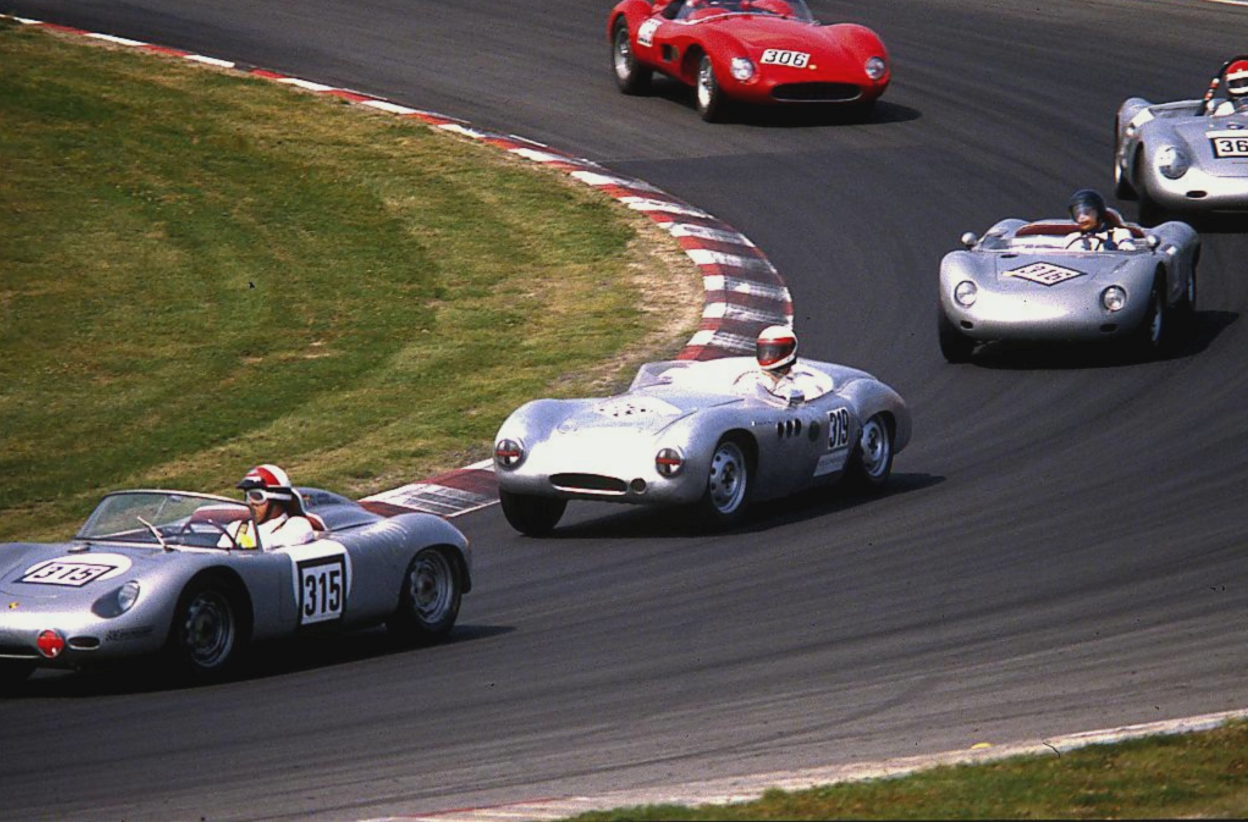
پورشه RS60، بورگوارد RS, BJ. 1951، پورشه RSK

برای کارل بورگوارد، چیزی بهتر از برنده شدن خودرویش در مسابقه اتومبیلرانی نبود و با این کار هیجان ملی را با سرعت‌بالایش و کنترل سریعش بالا می‌برد. کارل معتقد بود که نیروی تحرک از رویاهای فراموش نشده و آرزوهای غیرقابل توقف سرچشمه می‌گیرد. به همین خاطر، تصمیم به اثبات شکست رقیب خود و مغلوب ناپذیر کردن خودرویش گرفت.
بورگوارد، ۵۱ رکورد مسابقه اتومبیلرانی جهانی را شکست. در سال ۱۹۵۰، بورگوارد در مسابقات گرند پری فرانسه شرکت کرد و ۱۲ رکورد را شکست و رسانه‌ها بورگوارد و پورشه را «دو قهرمان میدان» عنوان کردند. در میدان مسابقه فرانسه در سال‌های ۱۹۵۱ و ۱۹۵۴، بورگوارد موفق شد تا رکورد تیمی را بشکند که ۱۹ رکورد موتورسیکلت و ۱۸ رکورد اتومبیل را شکسته بوده‌است.
در آن زمان بورگوارد رشد کرد و به سلطان سرعت تبدیل شد. سال بعد، هانزا 1500RS که به شاسی جدید و موتور ۱٫۵ لیتری مجهز بود عرضه شد. این اتومبیل از طراحی سیلندر جدید و دو کاربراتور و حداکثر قدرت ۱۱۰ اسب بخار برخوردار بود که از موتور پورشه اسپایدر، ۱۰ اسب بخار بیشتر بود. این موتور جدید به قهرمانی بورگوارد در مسابقات نوربرگرینگ ۱۰۰۰ کیلومتری در میان هم‌رده‌هایش کمک بسیاری کرد. وقتی‌که سال ۱۹۵۴ فرارسید، آدولف برودیس راننده افسانه‌ای همراه باهم تیمی‌هایش ۱۸ رکورد را شکستند که در میان آن‌ها سه تا از این رکوردها هنوز به‌عنوان رکورد جهانی باقی‌مانده‌است. موتور قدرتمند (20PS 400-LP Lloyd) بزرگ‌ترین یاری‌کننده او بود.
دیری نپایید تا طراحان بورگوارد، موتور۱٫۵ لیتری ۴ سیلندر ایزابلا که به‌عنوان یک مرجع بود را با سیستم تزریق مستقیم بنزین و احتراق دوگانه تولید کردند که قدرت ۱۵۰ اسب بخار را می‌توانست تولید کند. این عمل موقعیت رهبری بورگوارد در فناوری اتومبیلرانی را محکم‌تر ساخت و ضامن موفقیت‌های فراوانی شد که نمونه پایداری و قدرت بورگوارد عنوان می‌شود.

## دوره جدید
در دوره ی جدید نیز شرکت بورگوارد ماشین های جدیدی مانند ایزابلا کانسپت را تولید کرده است.

## BX7

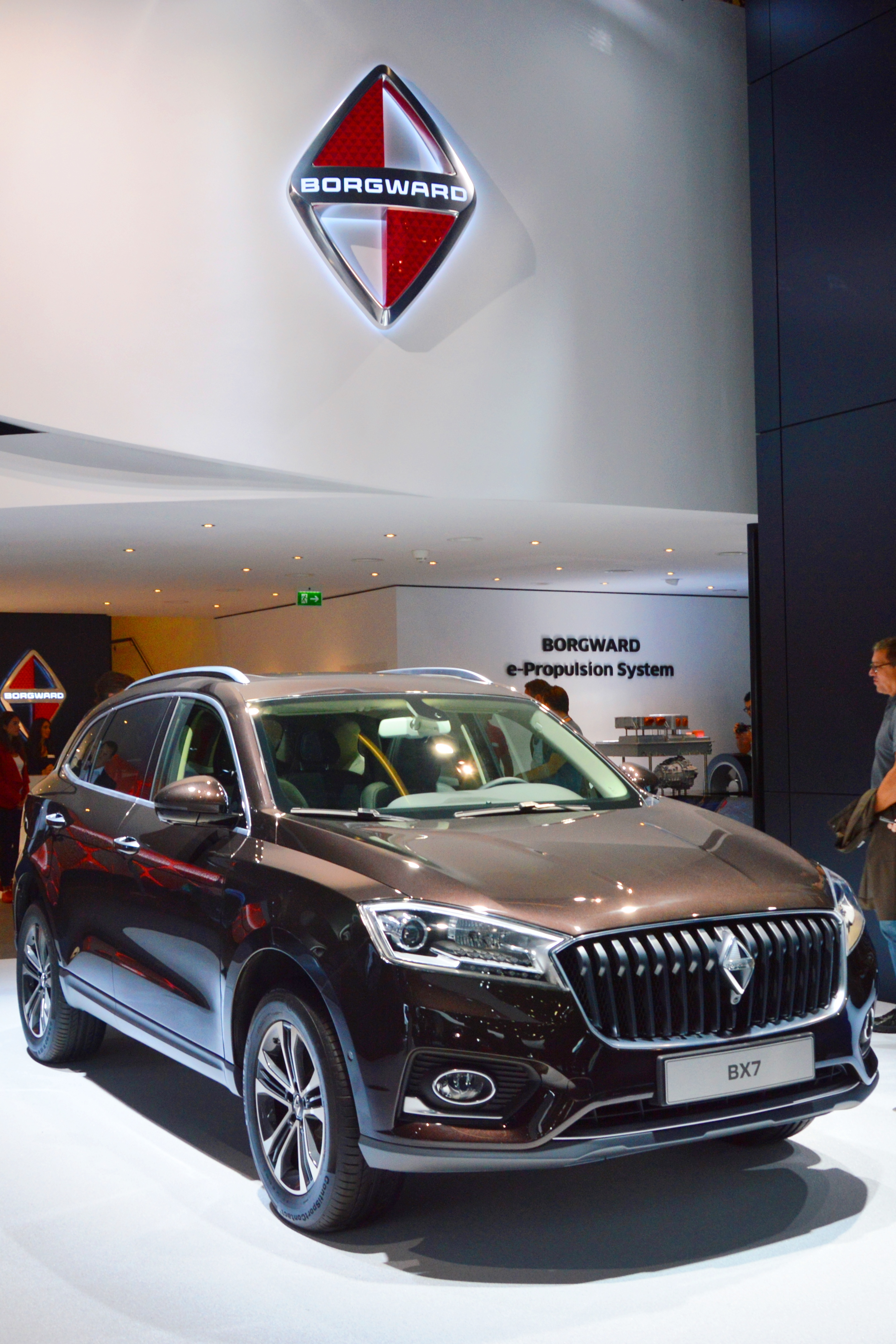
بورگوارد BX7 در نمایشگاه بین‌المللی خودروی ژنو ۲۰۱۵

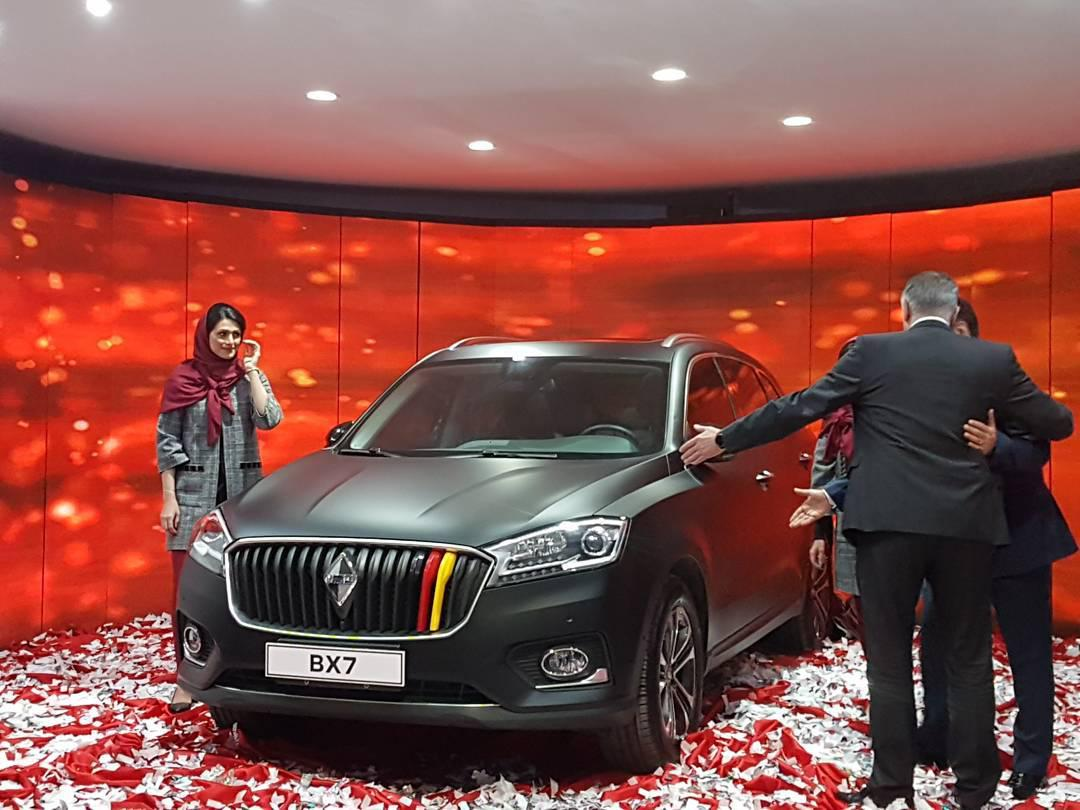
بورگوارد BX7 در نمایشگاه بین‌المللی خودروی تهران

بورگوارد BX7 یک SUV لوکس به حساب می‌آید که به‌عنوان اولین محصول این شرکت آلمانی پس از بازیابی قدرتش در نمایشگاه بین‌المللی خودروی ژنو ۲۰۱۵ به نمایش درآمد.
این شاسی‌بلند آلمانی موفق شده تا در سال ۲۰۱۷ برنده جایزه طراحی Red Dot Design شود.
طراحی داخلی این خودرو مجهز به فناوری‌های کاربرپسند و منحصربه‌فرد است که ارائه‌کننده تجربه تعاملی کاربر همراه باظرافت و زیبایی می‌باشد. طراحی بیرونی آن نیز با الهام گرفتن از اتومبیل اصیل ایزابلا به سرانجام رسیده‌است.
بورگوارد BX7 در دو مدل ساده و TS عرضه‌شده‌است. مدل TS دارای ویژگی‌های منحصربه‌فرد می‌باشد که شامل فضای کابین مجلل‌تر، جلوپنجره‌ای متفاوت با الگوهای مشبک الماس مانند که شبیه به آرم این کمپانی طراحی شده، چرخ‌های بزرگ‌تر و به‌طورکلی ظاهری اسپرت تر می‌باشد که در مدل‌های پنج، شش یا هفت سرنشین عرضه می‌شود.

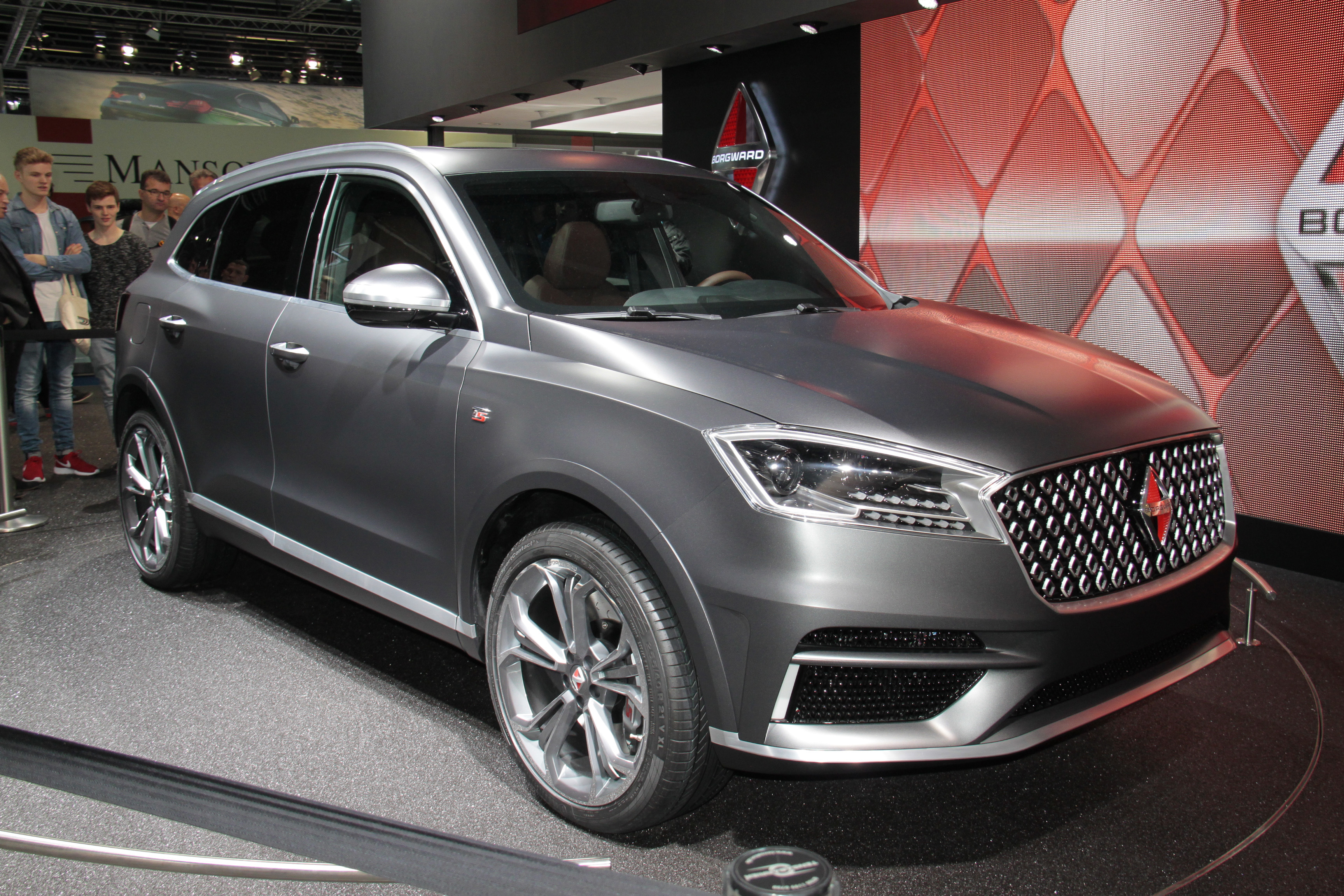
بورگوارد BX7 TS

بورگوارد BX7 در تمام مدل‌ها از پیشرانهٔ ۴ سیلندر خطی ۲ لیتری توربوشارژ بهره می‌برد که توانایی تولید ۲۲۴ اسب بخار و ۳۰۰ نیوتن متر را دارد. این خودرو از جعبه‌دندهٔ هفت سرعته دو کلاچه ساخت شرکت بورگ‌وارنر بهره می‌برد که قدرت تولیدشده را به هر چهارچرخ انتقال می‌دهد.

## BX5

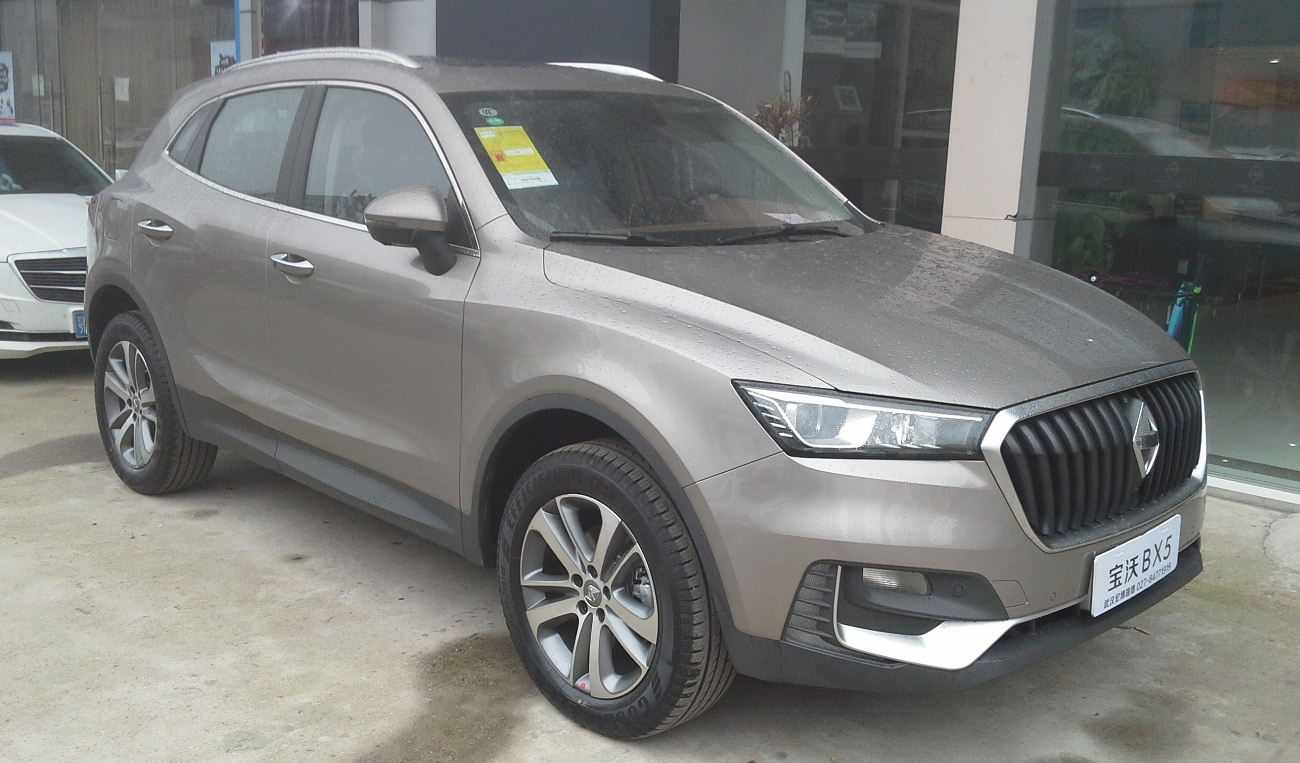
بورگوارد BX5

بورگوارد BX5 یک خودروی SUV لوکس سایز متوسط محسوب می‌شود که در واقع می‌توان به آن نسخهٔ کوچک‌تر BX7 گفت. این خودرو که دارای امکانات ارتباطی پیشرفته است برای اولین بار در نمایشگاه بین‌المللی خودروی ژنو در سال ۲۰۱۶ یک سال پس از برادر بزرگ‌ترش BX7 رونمایی شد.
این شاسی‌بلند آلمانی نیز مانند مدل BX7 موفق شد تا در سال ۲۰۱۷ برنده جایزه طراحی Red Dot Design شود.
این خودروی ۵ سرنشینه از پیشرانهٔ ۱٫۸ لیتری توربوشارژ بهره می‌برد که توانایی تولید ۱۹۰ اسب بخار را در ۵۵۰۰ دور بر دقیقه و ۲۸۰ نیوتن متر را در ۱۷۵۰ تا ۴۵۰۰ دور بر دقیقه دارد.

## کانسپت‌ها

### بورگوارد BXi7

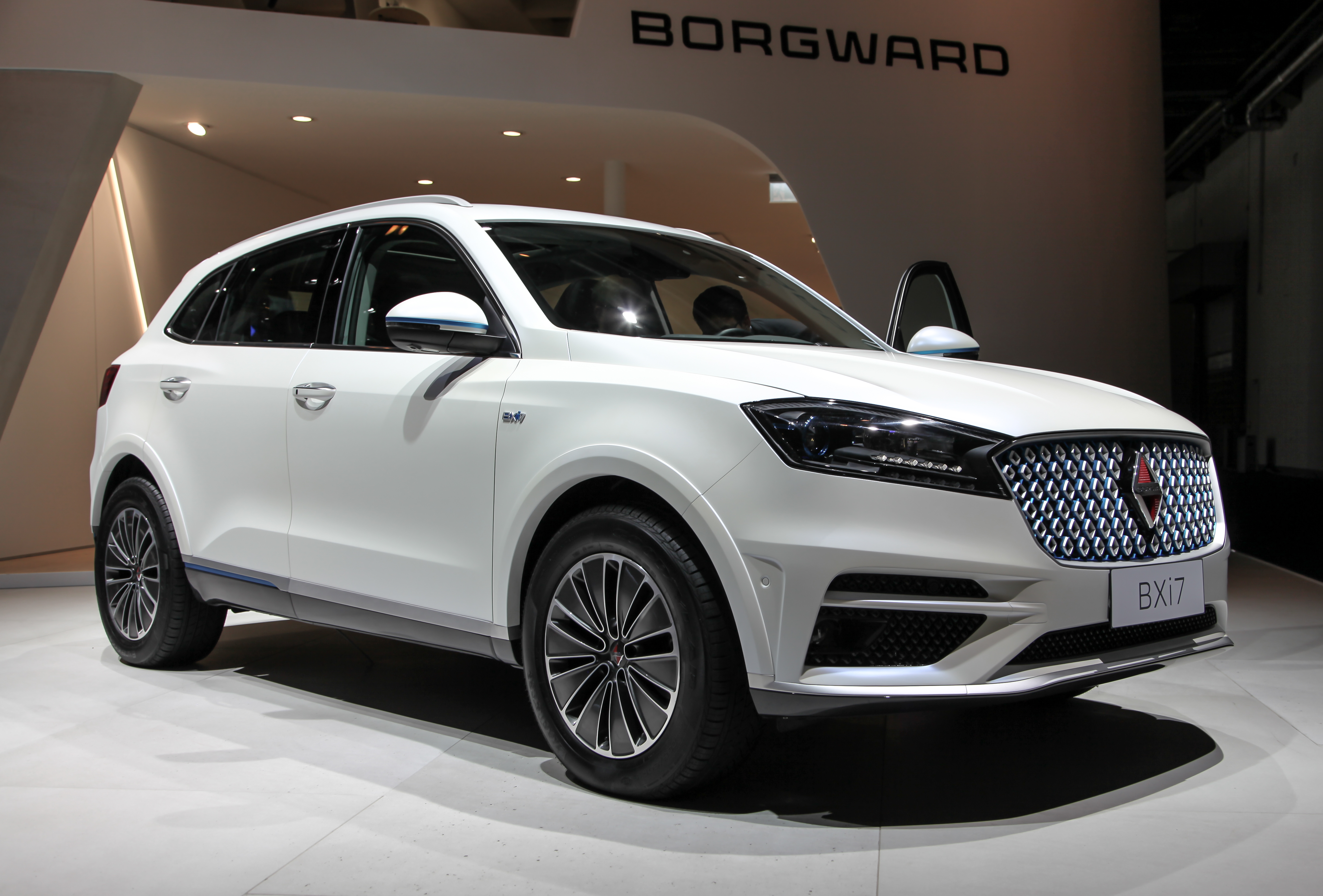
بورگوارد BXi7

مدل کانسپت بورگوارد BXi7 با پیشرانهٔ تمام برقی نیز در نمایشگاه خودروی شانگهای ۲۰۱۷ معرفی‌شد که می‌تواند ۲۷۲ اسب بخار قدرت و ۴۰۰ نیوتن متر گشتاور تولید کند. بنا بر ادعای شرکت سازنده، این خودرو با یک‌بار شارژ کامل حدوداً می‌تواند ۵۰۰ کیلومتر را طی کند و به حداکثر سرعت ۲۰۰ کیلومتر بر ساعت برسد.
به بیان بورگوارد این خودرو قابلیت این را دارد که تنها با ۳۰ دقیقه اتصال به درگاه شارژ سریع تا ۸۰ درصد شارژ آن افزایش یابد و از شتاب ۰ تا ۱۰۰ معادل ۶٫۵ ثانیه برخوردار است.
این خودرو ازنظر ظاهری تفاوت‌هایی با مدل BX7 دارد که شامل جلوپنجره‌ای متفاوت با الگوهای مشبک الماس مانند که شبیه به آرم این کمپانی طراحی‌شده و استفاده از رده‌های رنگی آبی در بسیاری از قسمت‌ها است که شامل بخش‌هایی مانند جلوپنجره، چراغ‌های جلو، آینه‌ها، رینگ‌ها، صندلی‌ها، داشبورد و… می‌باشد.

### ایزابلا

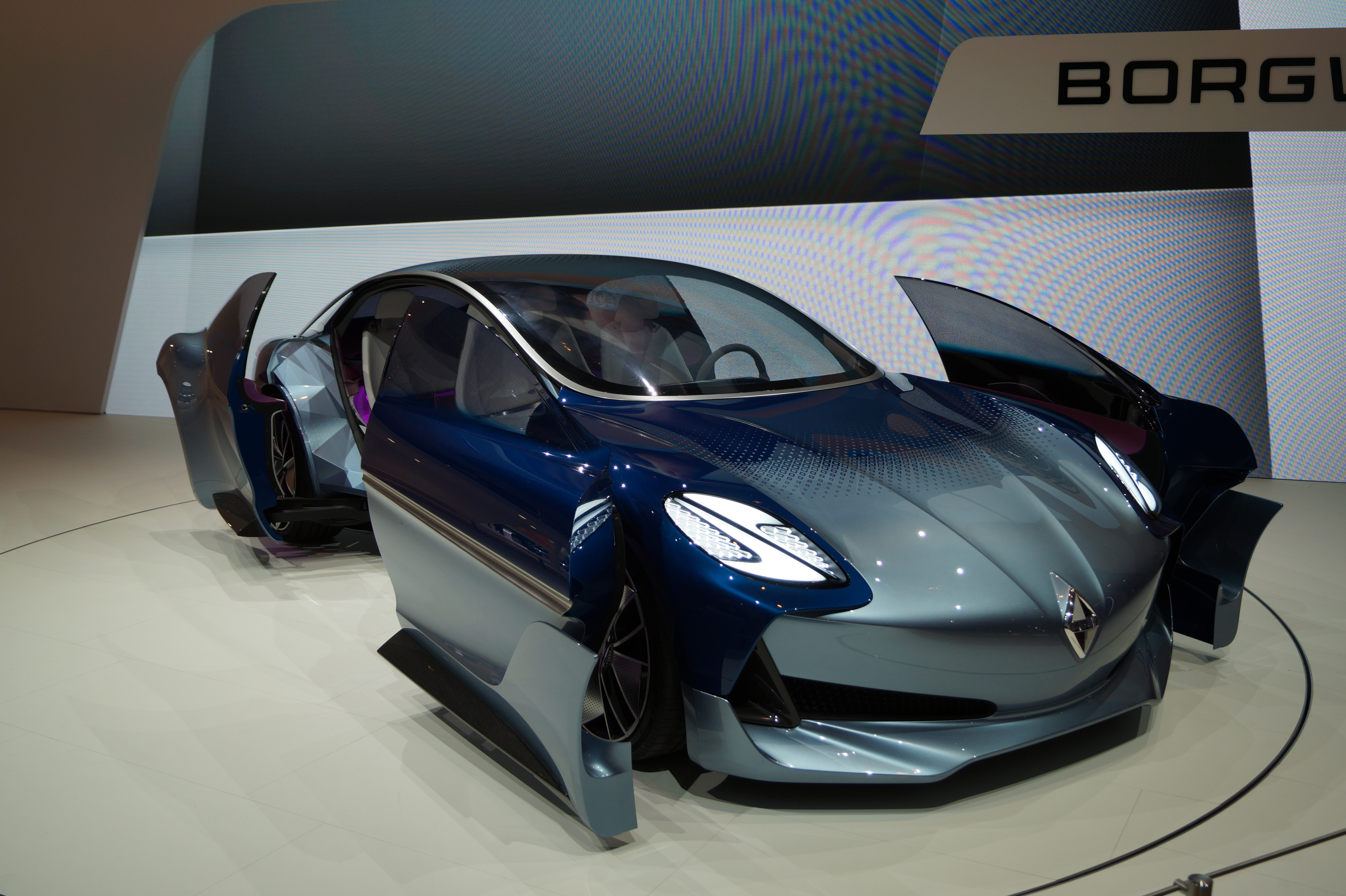
بورگوارد ایزابلا کانسپت

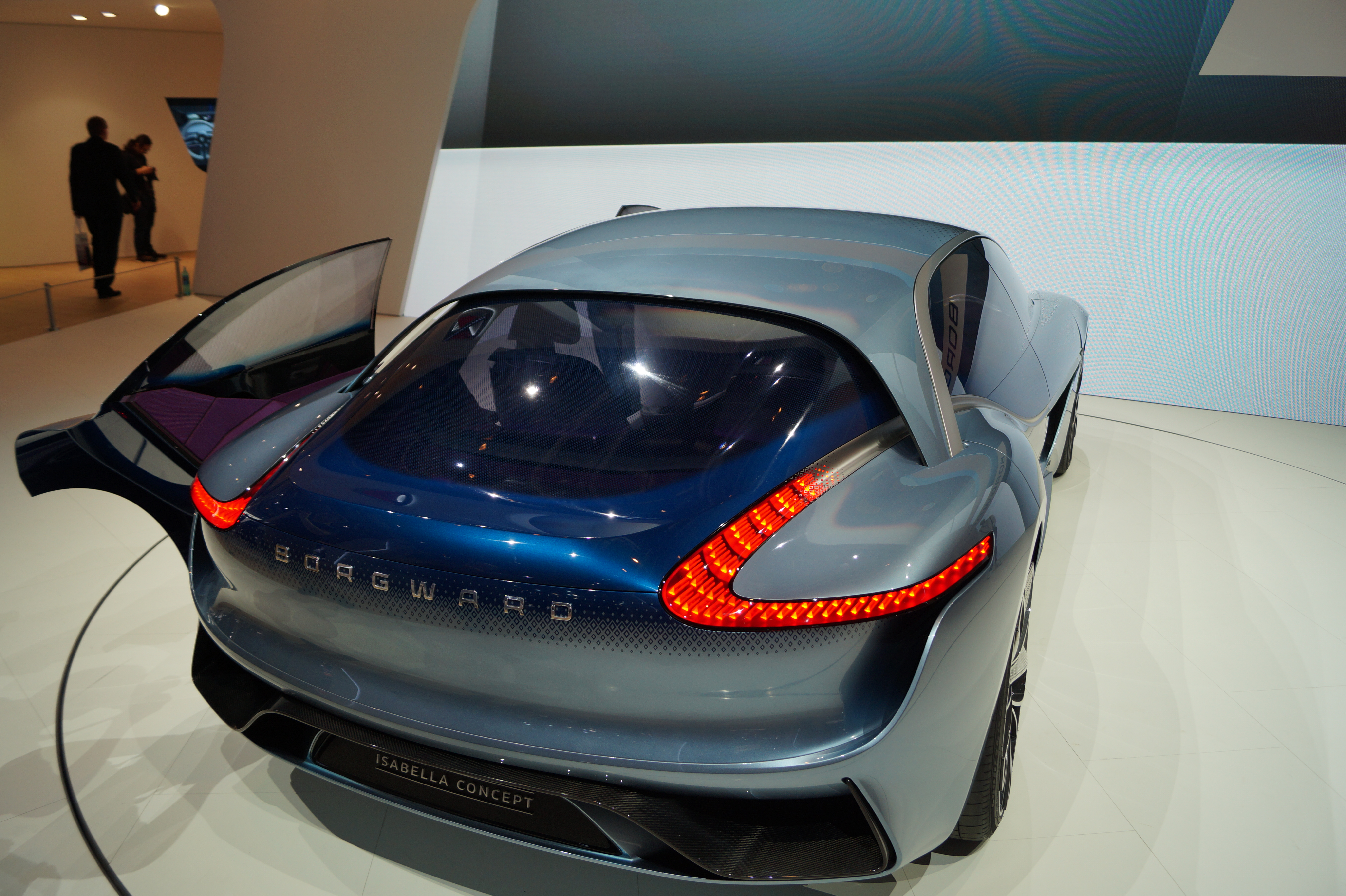
بورگوارد ایزابلا کانسپت

پس از گذشت چیزی بیش از ۶ دهه از تولید ایزابلا، بورگوارد بار دیگر نام این خودرو را زنده کرد و کانسپت ایزابلا را در نمایشگاه بین‌المللی خودروی فرانکفورت ۲۰۱۷ رونمایی کرد. این کانسپت زیبا، یک کوپهٔ ۴ در و ۴ سرنشین است که نمادی برای طراحی خاص کمپانی، یعنی طراحی شناور می‌باشد که به‌زودی برای بیشتر مدل‌ها اجرا خواهد شد.

## بورگوارد در ایران
برند بورگوارد در کشور چین توسط فوتون موتور تولید میشد. با حذف تحریم‌های ایران، تام انلیکر قائم‌مقام کمپانی بورگوارد در اواسط فروردین‌ماه ۱۳۹۶ به ایران آمد و با شرکت‌های بزرگ خودرویی مانند ایران‌خودرو و گروه بهمن و کیان موتور وارنا مذاکراتی انجام داد. در این زمینه تام انلیکر بیان کرد: کشور ایران دارای بازاری کاملاً مستعد برای خودروهای SUV و کراس اوور است و همچنین این کشور دارای چشم‌انداز روشن اقتصادی نیز می‌باشد از این رو این شرکت باسابقه آلمانی، پس از احیای فعالیت‌های خود در طول یک سال گذشته، تصمیم گرفت تا تمام تلاش خود را برای پیدا کردن شریکی توانمند، مقتدر و باانگیزه برای عرضه محصولات به‌روز و پیشرفته خود به بازار ایران بکند و از طریق این شریک قدرتمند در بازار ایران حضور پیدا کند چراکه ما معتقدیم که ظرفیت‌های موجود در صنعت خودرو و قطعه‌سازی ایران می‌تواند فرصت مناسبی را برای ما فراهم کند. حال هرچند که نمونه‌هایی از خودروهای بورگوارد با پلاک آزمایش فنی توسط گروه بهمن به ایران واردشده بود ولی بورگوارد با این شرکت به نتیجه نرسید. در نهایت بورگوارد طی مراسم رسمی در شهر برمن آلمان شرکت کیان موتور وارنا را به‌عنوان نماینده انحصاری خویش برگزید. کیان موتور وارنا علاوه بر واردات مدل‌های BX7 و BX5 قصد دارد تا در آینده خط مونتاژ این خودروها را نیز در ایران راه بیندازد. گروه بورگوارد در سال ۲۰۲۲ میلادی به دلیل کسری بودجه منحل شد.

## نگارخانه

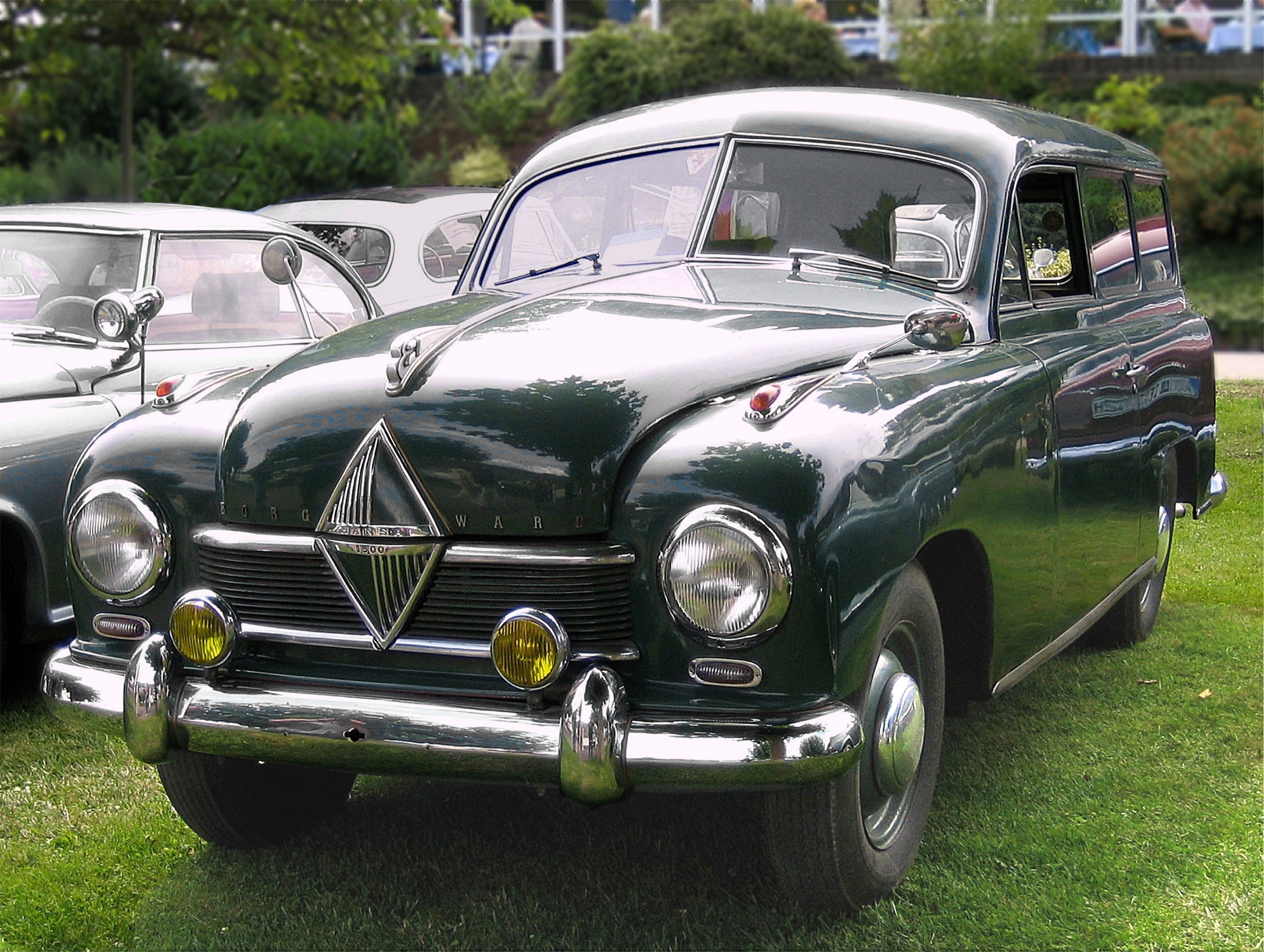
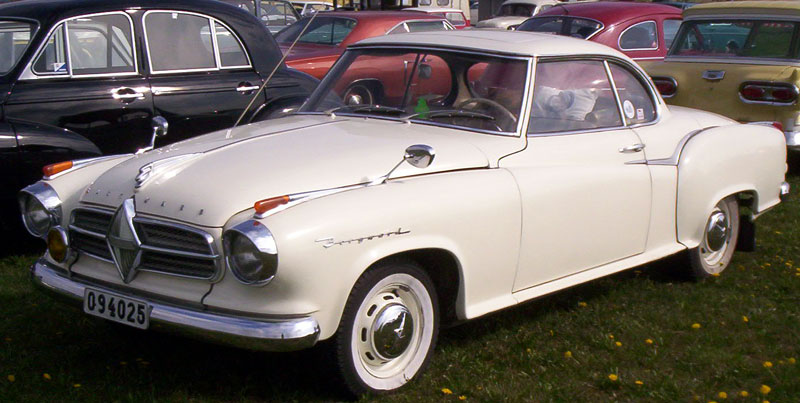
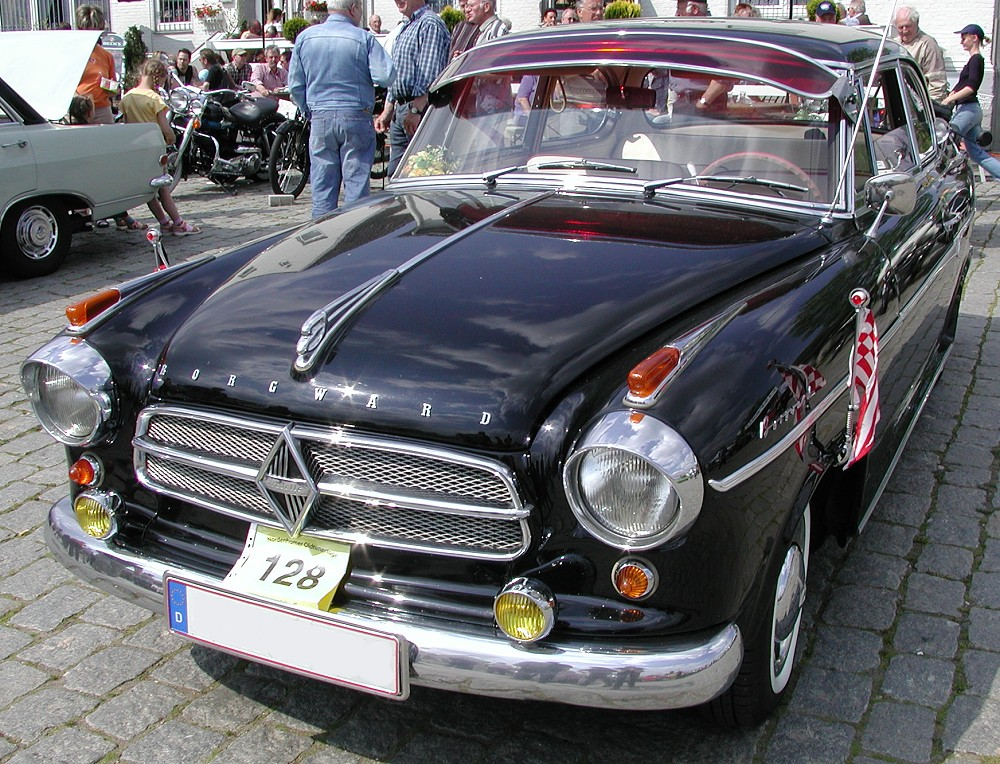
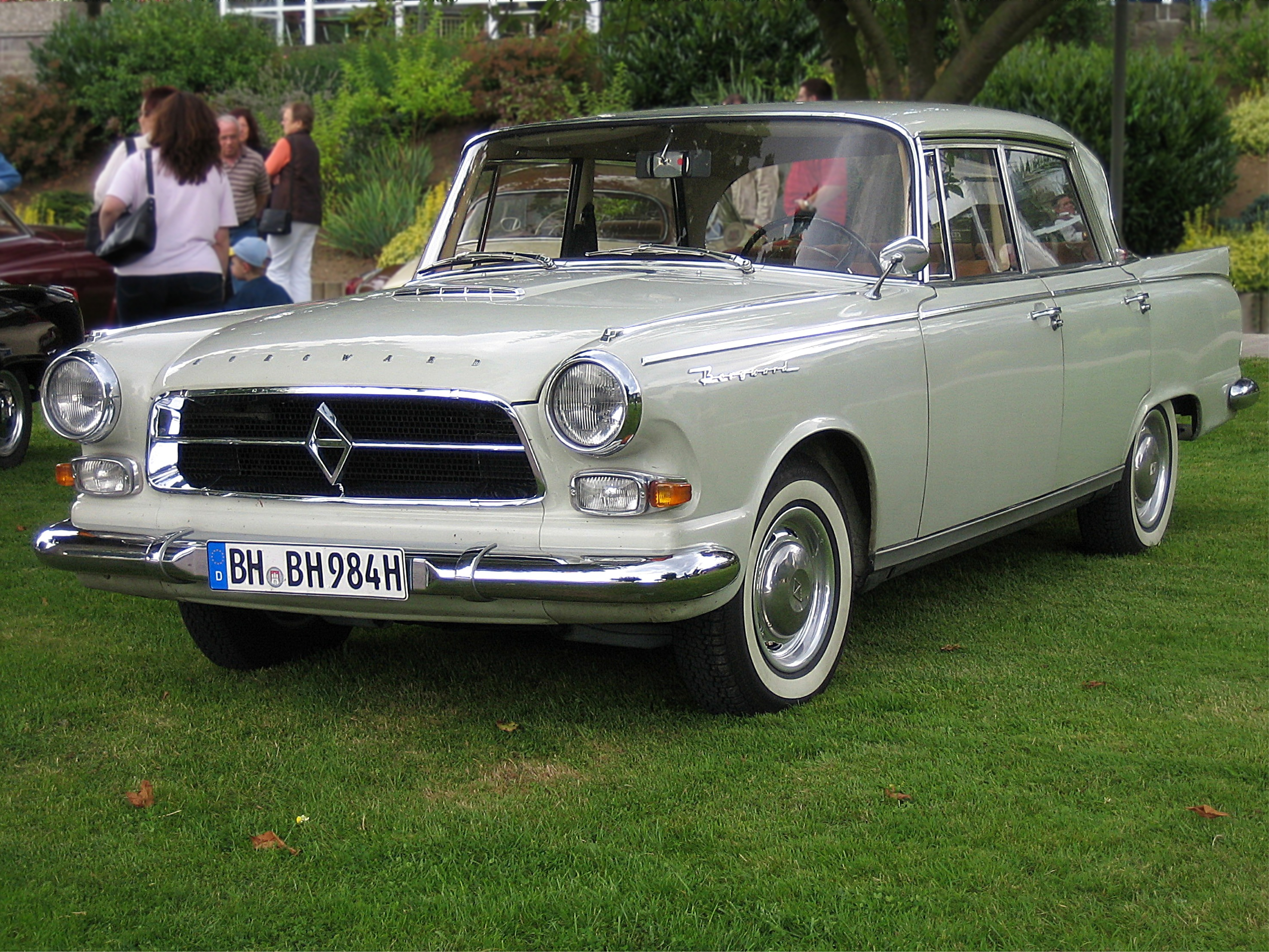
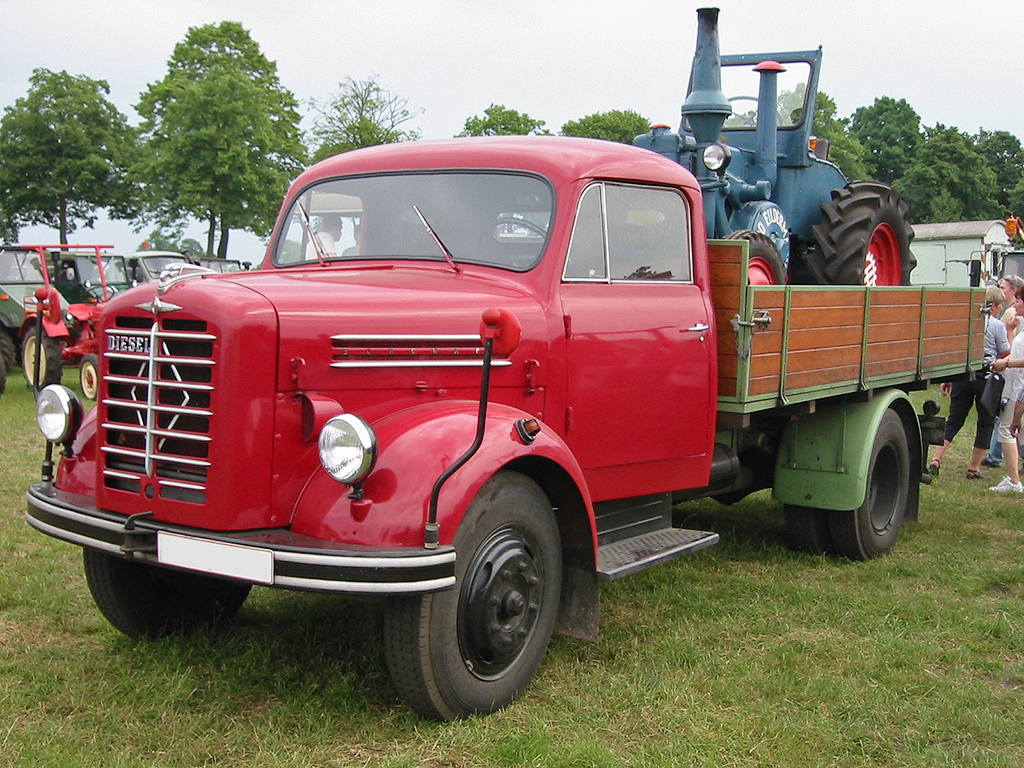
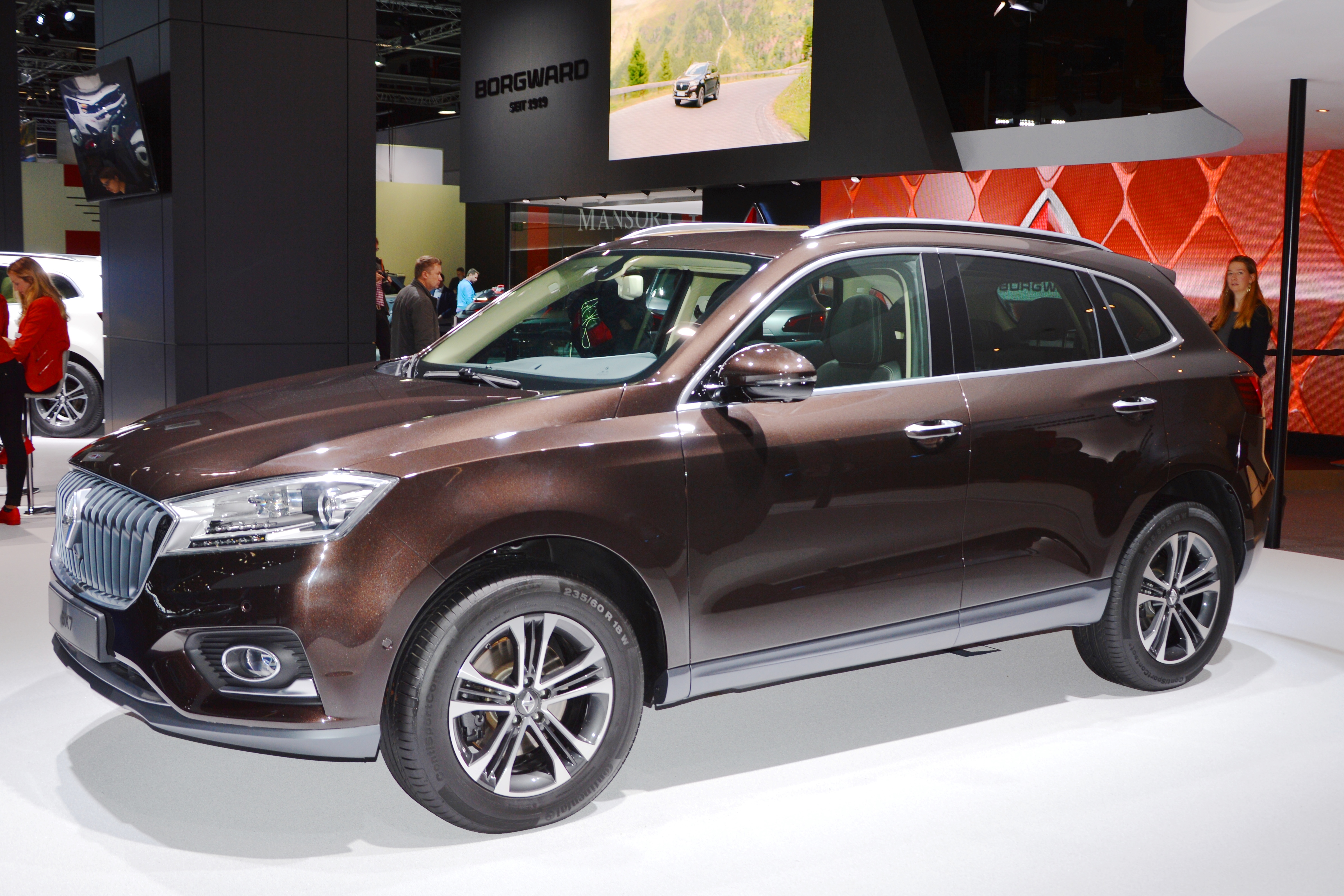
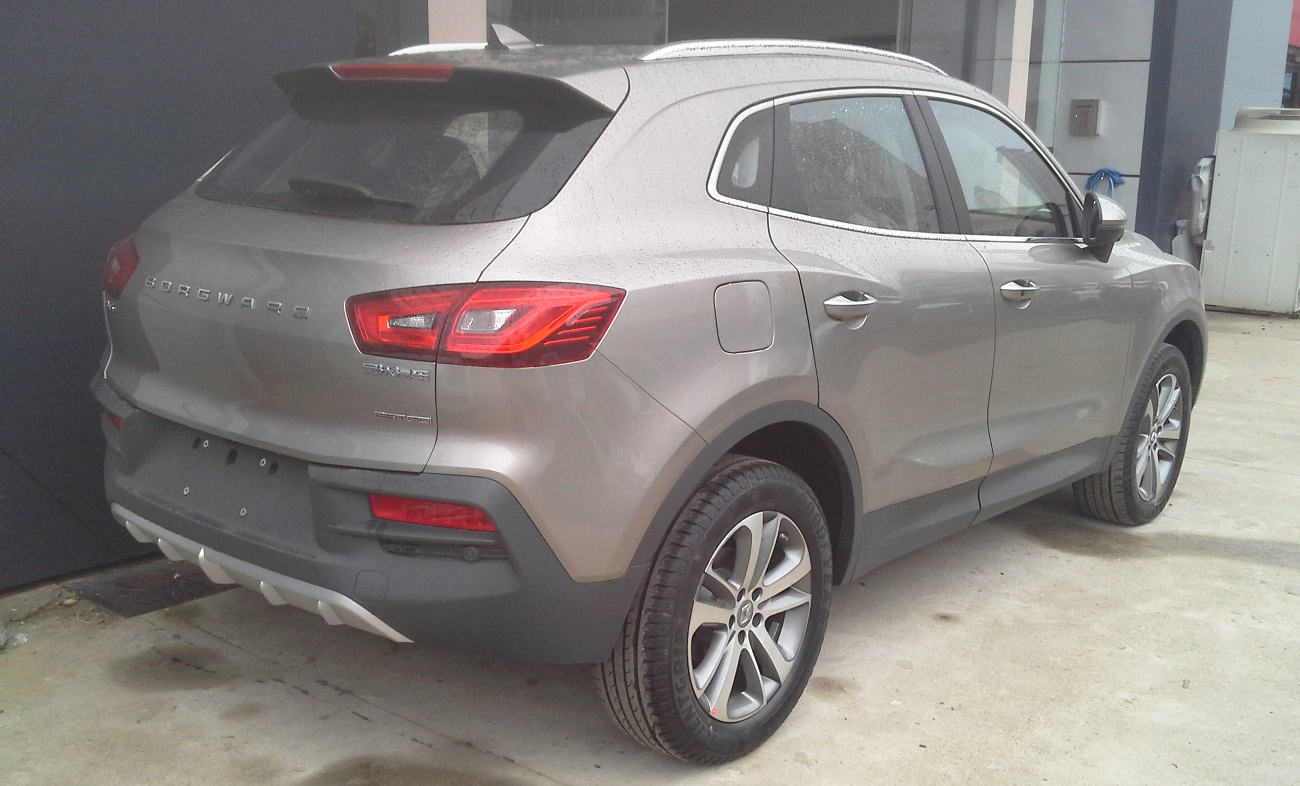
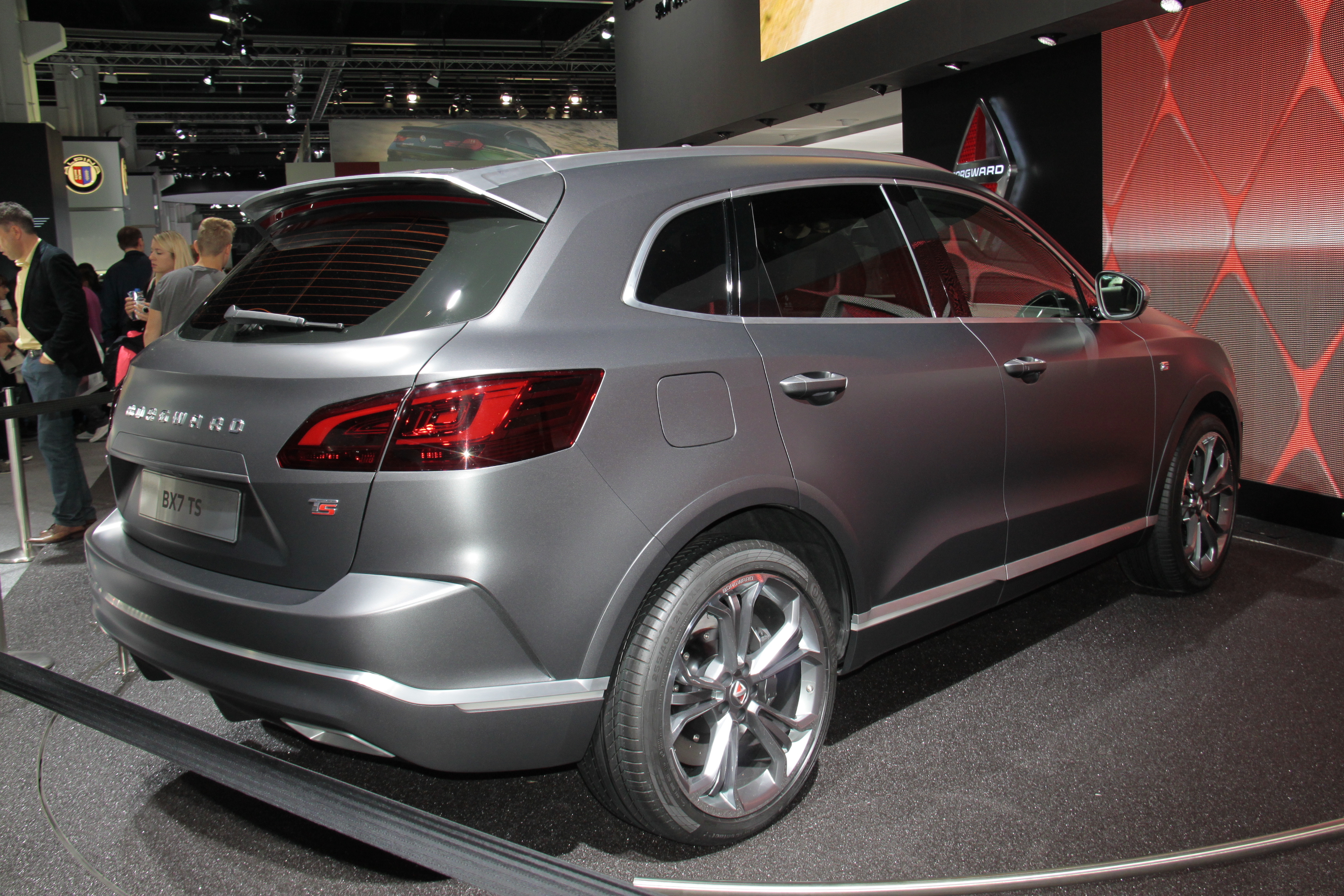
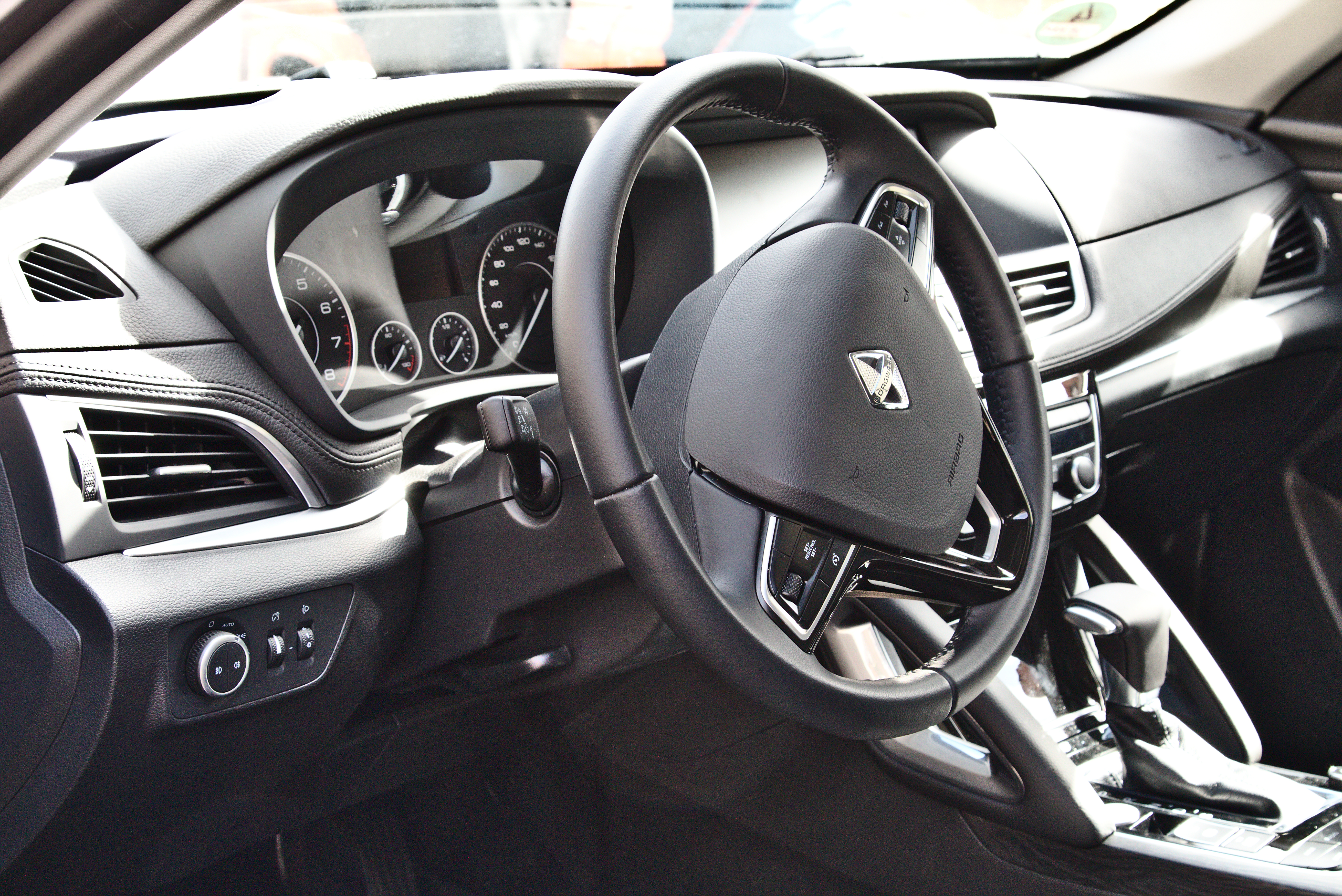